# Províncias do Panamá
O Panamá é dividido em 10 províncias (em castelhano:  provincias) e 4 regiões indígenas de nível provincial (Espanhol: comarcas indígenas, muitas vezes abreviado para comarcas). Há mais duas comarcas dentro das províncias que são consideradas equivalentes a um corregimiento (municipalidade).

Um mapa do Panamá, mostrando suas nove províncias e três comarcas indígenas de nível provincial (regiões indígenas).

## Províncias
| Província      | Capital              | Área (km2) | População (cendo 2010) | Flag |
| -------------- | -------------------- | ---------- | ---------------------- | ---- |
| Bocas del Toro | Bocas del Toro       | 4,657.2    | 125,461                |      |
| Chiriquí       | David                | 6,490.9    | 416,873                |      |
| Coclé          | Penonomé             | 4,949.6    | 233,708                |      |
| Colón          | Colón                | 4,575.5    | 241,928                |      |
| Darién         | La Palma             | 11,892.5   | 48,378                 |      |
| Herrera        | Chitré               | 2,362.0    | 109,955                |      |
| Los Santos     | Las Tablas           | 3,809.4    | 89,592                 |      |
| Panamá         | Panamá (cidade)      | 8,409.3    | 1,249,032              |      |
| Panamá Oeste   | La Chorrera          | 2,880.1    | 464,038                |      |
| Veraguas       | Santiago de Veraguas | 10,587.5   | 226,991                |      |

As três comarcas nível provincial (indicada pelo sombreamento no mapa acima) são:
| Comarca      | Capital                 |
| ------------ | ----------------------- |
| Emberá       | Union Choco             |
| Kuna Yala    | El Porvenir             |
| Ngöbe-Buglé  | Llano Tugri (o Buabidi) |
| Naso Tjër Di | Sieyico                 |

As duas comarcas sub-provincial são:
| Comarca            | Capital   |
| ------------------ | --------- |
| Kuna de Wargandí   | Mortí     |
| Kuna de Madrugandí | Akua Yala |